# Nad głębiami
Nad głębiami – cykl refleksyjno-filozoficznych sonetów Adama Asnyka. Wiersze powstawały w latach 1883–94. Cykl składa się z trzydziestu trzech utworów. Sonety są napisane jedenastozgłoskowcem i mają różne schematy rymowe.
Póki w narodzie myśl swobody żyje,

Wola i godność i męstwo człowiecze,

Póki sam w ręce nie odda się czyje

I praw się swoich do życia nie zrzecze

(XXIX)

Cykl Nad głębiami sprawił, że Asnyka zaczęto nazywać poetą-filozofem.